# Hélène Bertaux
Hélène Bertaux, més coneguda com Madame Léon Bertaux, nascuda Joséphine Charlotte Hélène Pilate a París, el 4 de juliol de 1825, i morta a Saint-Michel-de-Chavaignes (Sarthe), el 20 d'abril de 1909, fou una escultora francesa, la primera a obtenir un reconeixement oficial per la seva obra, i una activista a favor de les dones artistes.

## Biografia
Procedent d'un origen d'artesans modestos, proper a les idees saint-simonianes favorables a l'emancipació de la dona, Hélène Pilate va començar la seva formació molt aviat, quan tenia dotze anys, al costat del company de la seva mare, l'escultor Pierre Hébert. Allà va crear moltes petites escultures, com els pèndols, molt populars en aquella època, abans de recórrer a obres de més mida. Posteriorment es va formar amb l'escultor Auguste Dumont.
Es casà amb Augustin-François Allélit, de qui es va separar al cap d'uns quants anys. Tingué un fill.
Al 1849 fa la seva primera participació al Saló amb el guix Retrat de la senyoreta Gabrielle M. de V., una obra que signà com a «Allélit (Mme) née Héléna Hébert». A partir de 1854 signaria les seves obres amb el nom de Senyora Léon Bertaux, nom del seu nou company, amb qui ja viuria a partir de 1956, tot i que no s'hi va poder casar fins a l'any 1866, després de la mort del seu primer marit.
L'any 1855 conegué el fonedor i escultor Victor Paillard, que esdevé el seu amic i mecenes, i entra a treballar al seu taller com a modelista. Es trasllada a viure a París el 1858 i participa assíduament al Saló, on exposà en convocatòries successives el bronze Les tres virtuts teologals, Pels pobres si us plau., la Fontaine Herbert, el frontó Navegació.

## La seva lluita pel lloc de la dona en l'art
Al segle xix, en el món de l'art, les dones són sovint considerades pels artistes masculins com a muses i models inspiradors, però poques vegades són reconegudes com a artistes, amb algunes excepcions com Rosa Bonheur o Marcello –Adèle d'Affry–, contemporànies d'Hélène Bertaux. En aquesta època, l'Escola de Belles Arts de París els estava prohibida i els prejudicis negatius sobre la seva capacitat per produir obres d'art de qualitat encara estaven molt arrelats a la societat.
Davant les dificultats que van trobar les dones que volien dedicar-se a l'escultura, Hélène Bertaux va decidir obrir un taller de dibuix i modelatge l'any 1873 a París, al 233 de la rue du Faubourg Saint-Honoré. Llavors, el 1879, va iniciar la construcció d'un edifici d'estudis per a dones artistes a l'avinguda de Villiers, que es va inaugurar el 1881.
El desembre de 1881 va crear la Unió de Dones Pintores i Escultores (UFPS), associació reconeguda com d'utilitat pública el 1892, de la qual va ser la primera presidenta fins al 1894. L'objectiu de l'associació era permetre a dones franceses i estrangeres adquirir un veritable estatus d'artista i crear solidaritat entre elles. Per fer-ho, posa en marxa una mostra anual específica, sense jurat de selecció, barrejant artistes novelles i artistes reconegudes. N'assegura la promoció de l'Estat, de la premsa generalista o feminista, dels polítics i dels col·leccionistes d'art. Al 1883 deixà d'ensenyar, per dedicar-se totalment a lassociació UFPS i a la seva pràctica artística.
El 1889, Hélène Bertaux va liderar una batalla a llarg termini per intentar fer realitat el seu somni: permetre a les dones beneficiar-se de l'educació de qualitat i gratuïta de l'Escola de Belles Arts de París, i deixar-les accedir al prestigiós concurs Prix de Rome. Gràcies a la seva mobilització i determinació, les dones artistes van ser finalment admeses a l'Escola Nacional de Belles Arts (entre 1897 i 1900) i van poder participar en diferents concursos, entre els quals el del Gran Premi de Roma de 1903. Lucienne Heuvelmans serà la primera dona artista guardonada amb aquest Primer Gran Premi de Roma, d'escultura precisament, el 1911.

## Carrera artística

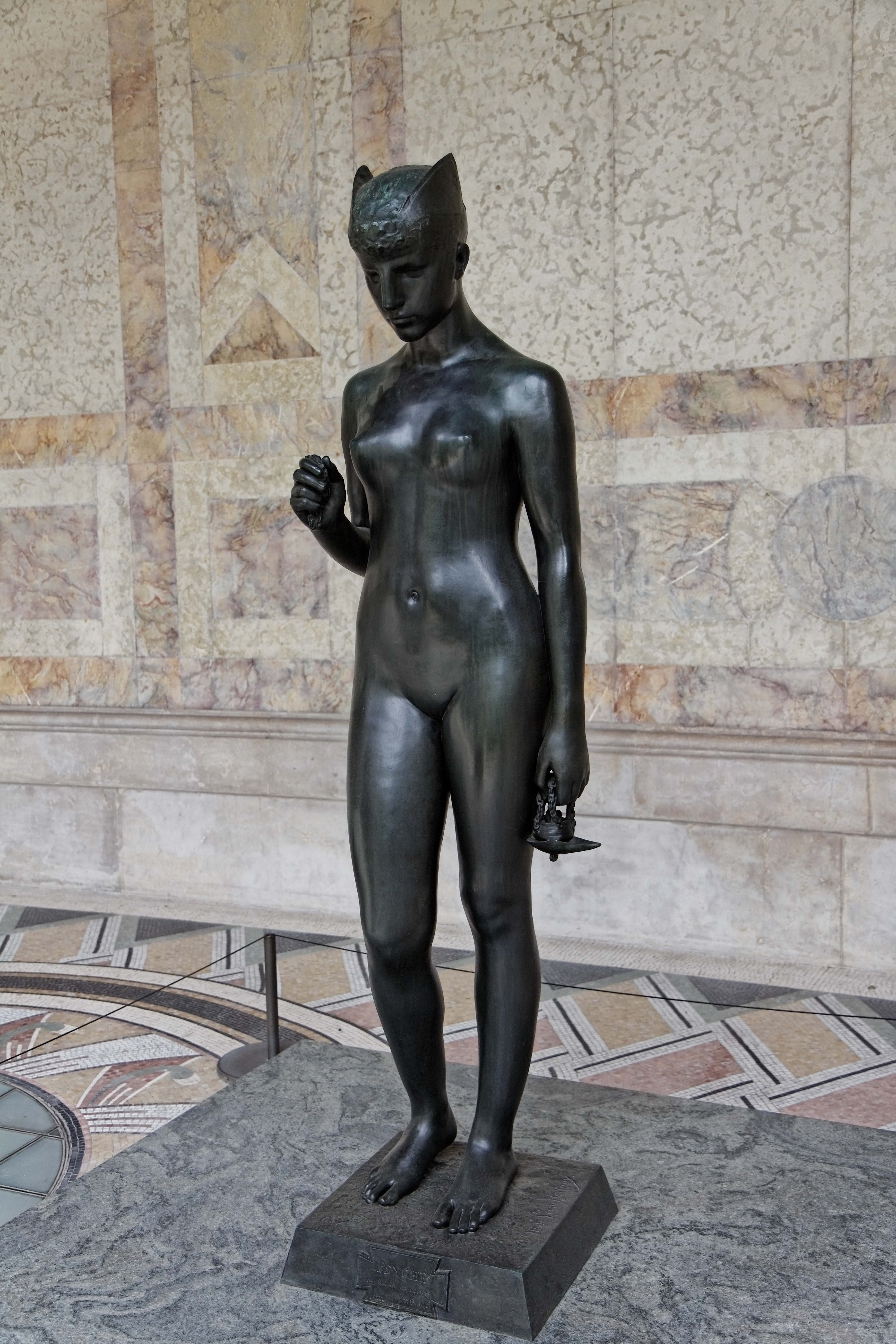
Psique sota l'imperi del misteri, bronze, París, Petit Palais.

Es va donar a conèixer a través de l'encàrrec privat d'una font monumental a Amiens (anomenada font Herbet, que porta el nom del mecenes patrocinador), iniciada l'any 1863 i inaugurada el juliol de 1864. La seva obra serà reconeguda força aviat pels seus companys masculins, ja que rep l'encàrrec d'un gran baix relleu —Navegació— per a un frontó del palau del Louvre, al costat del Sena (1864), que serà seguit el 1878 per un segon baix relleu —La legislació— per a un frontó al costat del pati del Carrousel du Louvre. A dia d'avui, segueix sent l'única dona que ha pogut crear aquests frontons a París. També va crear una estàtua del pintor Jean Siméon Chardin per a una façana de l'Ajuntament de París, durant la seva reconstrucció.
Per les seves exposicions al Saló: el 1864, el seu model de guix d'un Jove presoner gal i la seva versió en marbre de 1867 li van valer dues medalles. L'any 1873 va tenir un gran èxit amb la seva Noia banyant-se i, per tant, va ser declarada fora de concurs. Va experimentar un autèntic reconeixement oficial durant l'Exposició Universal de 1889 a París, on va rebre una medalla d'or de primer nivell, pel guix de la seva Psique sota l'Imperi del misteri.
El 1893 va ser nomenada vicepresidenta de la delegació de dones artistes franceses que, durant l'Exposició Internacional de Chicago, van exposar voluntàriament al Woman's Building, un edifici creat per l'arquitecta Sophia Hayden per poder exposar a l'exterior del Palau oficial de Belles Arts.
En desacord amb la pintora Virginie Demont-Breton, que volia restablir un jurat de selecció a l'UFPS, Hélène Bertaux va abandonar la presidència de l'UFPS el 1894, tot i que es va mantenir com a presidenta d'honor. Però va continuar la seva carrera presentant regularment les seves obres al Salon de l'UFPS fins al 1897, així com al Salon des artistes français (SAF) fins al 1900 (on va exposar una Fugida a Egipte). La seva darrera victòria va ser la d'haver estat la primera i única dona admesa al jurat de selecció de la SAF, entre 1896 i 1907.Hélène Bertaux, malgrat la seva brillant carrera i el seu compromís amb les dones artistes, promoguda a oficial de l'Acadèmia i oficial d'educació pública, va morir el 1909, gairebé oblidada, a Saint-Michel-de-Chavaignes (Sarthe), al castell de Lassay. Allà està enterrada al cementiri municipal.

## Obres

### Obres visibles en espais públics o en col·leccions de museus
França
- Amiens:

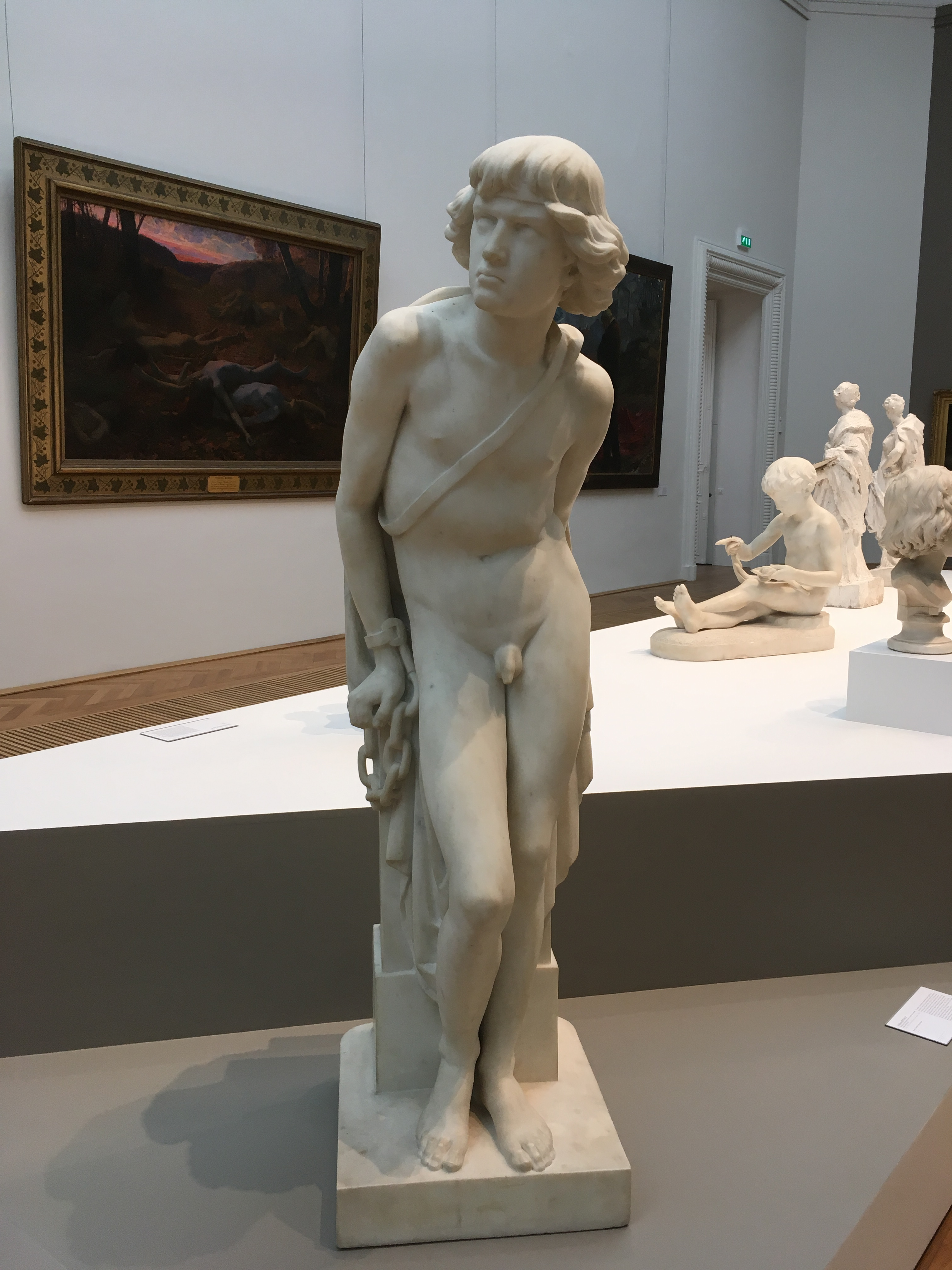
Jove presoner gal (1867), marbre, Museu de Belles Arts de Nantes.

  - Plaça Longueville: Fontaine Herbet, 1864, bronze, enviat a la fosa sota el règim de Vichy el 1942.[11]
  - Museu de Picardie:
Quan Hélène Bertaux va morir, el seu marit va fer una còpia en marbre de quatre obres importants de la seva dona que va arribar al museu a la seva mort el 1915:
    - Psique sota la influència del misteri;
    - Jove presoner gal;
    - Noia banyant-se;[12]
    - Bust de Sophie Arnould.
- Autun, museu Rolin: Jove presoner gal, 1874, estàtua de bronze.
- Chalon-sur-Saône, museu Vivant-Denon:
  - Noia banyant-se, 1873, guix;
  - Primavera, 1875, marbre.
- Chambéry, Museu de Belles Arts: Retrat de Marc de Buttet du Bourget (1850-1914), 1882.
- Grenoble, museu-biblioteca: L'Escultura, 1872, estàtua de pedra.
- Lafrançaise, Place de la République: Noia banyant- se o Sarah la banyista, 1876, marbre.
- Nantes, Museu de Belles Arts: Jove presoner gal, 1867, estàtua de marbre, basada en el guix original no localitzat de 1864.
- París:
  - Església de Saint-Laurent:
    - Sant Mateu, 1868, estàtua de pedra
    - Sant Felip, 1868, estàtua de pedra.

  - Església Sant-François Xavier, timpà del portal central: Anyell pasqual al llibre dels set segells, 1868, baix relleu de pedra.
  - Ajuntament, façana est, segon nivell: Jean Siméon Chardin (1699-1779), 1881, estàtua de pedra.
  - Institut Nacional per a Joves Cecs: Pierre-Armand Dufau, 1877, bust en marbre.
  - Palau del Louvre:
    - Navegació, 1865, baix relleu;
    - Legislació, 1878, alt relleu;
    - Moisès, baix relleu;
    - Carlemany, baix relleu.

  - Palau Garnier:
    - Sophie Arnould, 1881, bust de marbre;
    - François Boucher, 1885, bust en marbre.

  - Palau de Luxemburg: Psique sota la influència del misteri, 1889, estàtua de marbre.
  - Petit Palais:
    - Psique sota la influència del mister, estàtua de bronze, presentada a l'Exposició Universal de Chicago de 1893.
    - Noia banyant-se, estàtua de bronze, presentada a l'Exposició Universal de Chicago de 1893.

  - Cementiri Pere Lachaise:
    - Medalló de bronze, 1889, per a la tomba del compositor i violinista Eugène Gautier

- Saint-Amand-les-Eaux: L'enterrament de Crist, 1877, marbre. Originàriament a l'Església Agustina de Cambrai.
- Saint-Gratien, església:
  - Les tres virtuts teològiques, 1859, font monumental de bronze;
  - Per als pobres si us plau, 1861.
- Saint-Michel-de-Chavaignes, església: Verge i Nen o A Egipte, guix original.
- Sens, parc públic, boulevard du Centenaire: Verge i Nen o A Egipte, 1900, marbre.
- Sète, museu Paul-Valéry: Psique sota l'imperi del misteri, 1889, guix original, medalla d'or a l'Exposició universal de 1889.
- Vannes, Museu de belles arts: Assumpció de la Verge, 1861, bronze, dipòsit del Fons Nacional d'Art Contemporani.

### Treballs d'edició industrial
Les estàtues de les quatre estacions -Primavera , Estiu, Tardor i Hivern- van ser produïdes en ferro colat per la foneria Durenne i distribuïts a França (Fleurance, Savigny-sur-Orge, Montier-en-Der, Fleurance, Saint-Dizier), a Portugal (als jardins del Palácio de Cristal). a Porto i a Xile (al parc Isadora Cousin de Lota i a la plaça d'Armes de Santiago de Xile). A Mèxic, es troben a Alameda Central a Ciutat de Mèxic així com al Zócalo de la ciutat de Puebla.

Obres d'Hélène Bertaux
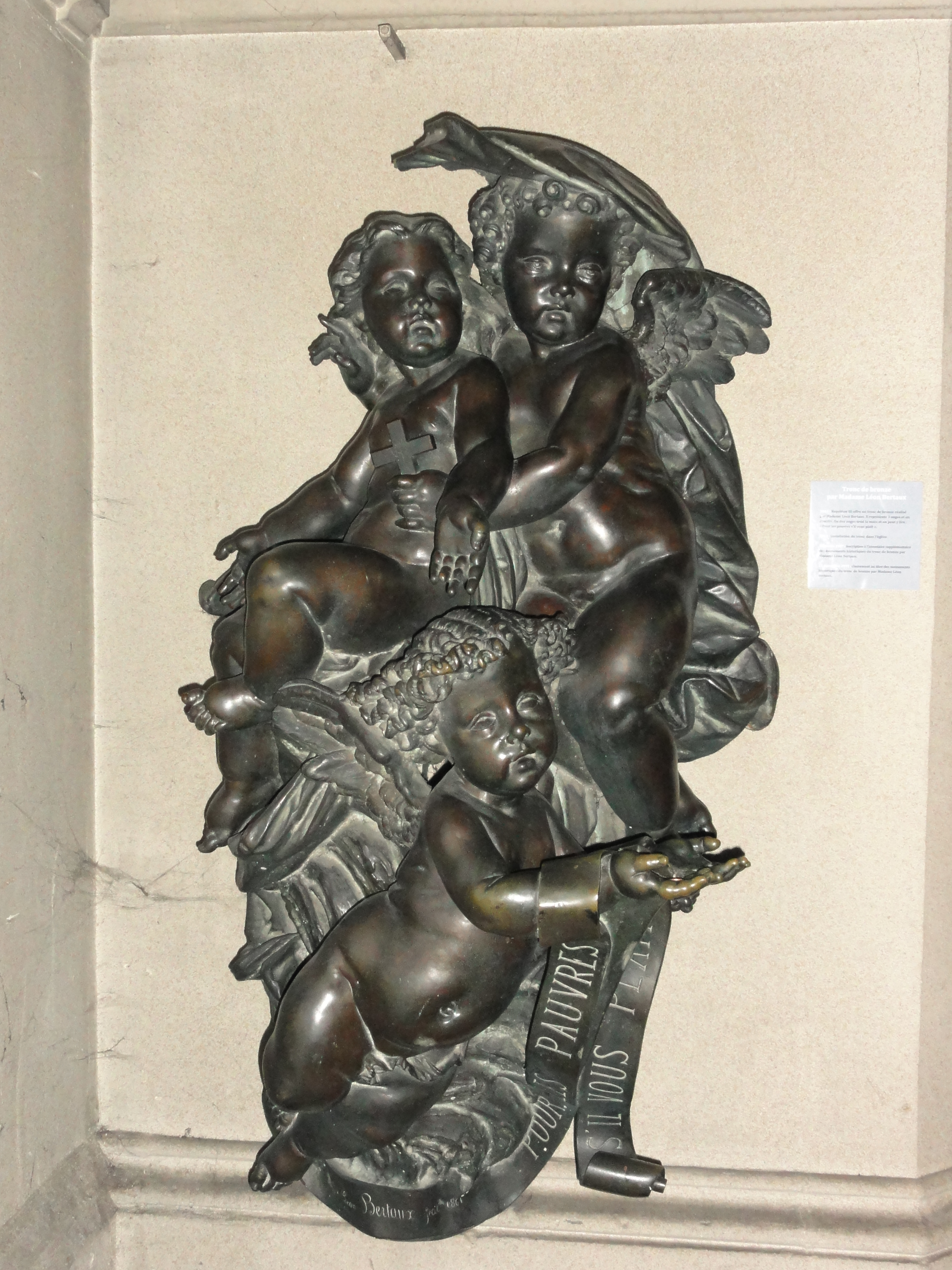
Per als pobres si us plau (1861), església de Saint Gratien.
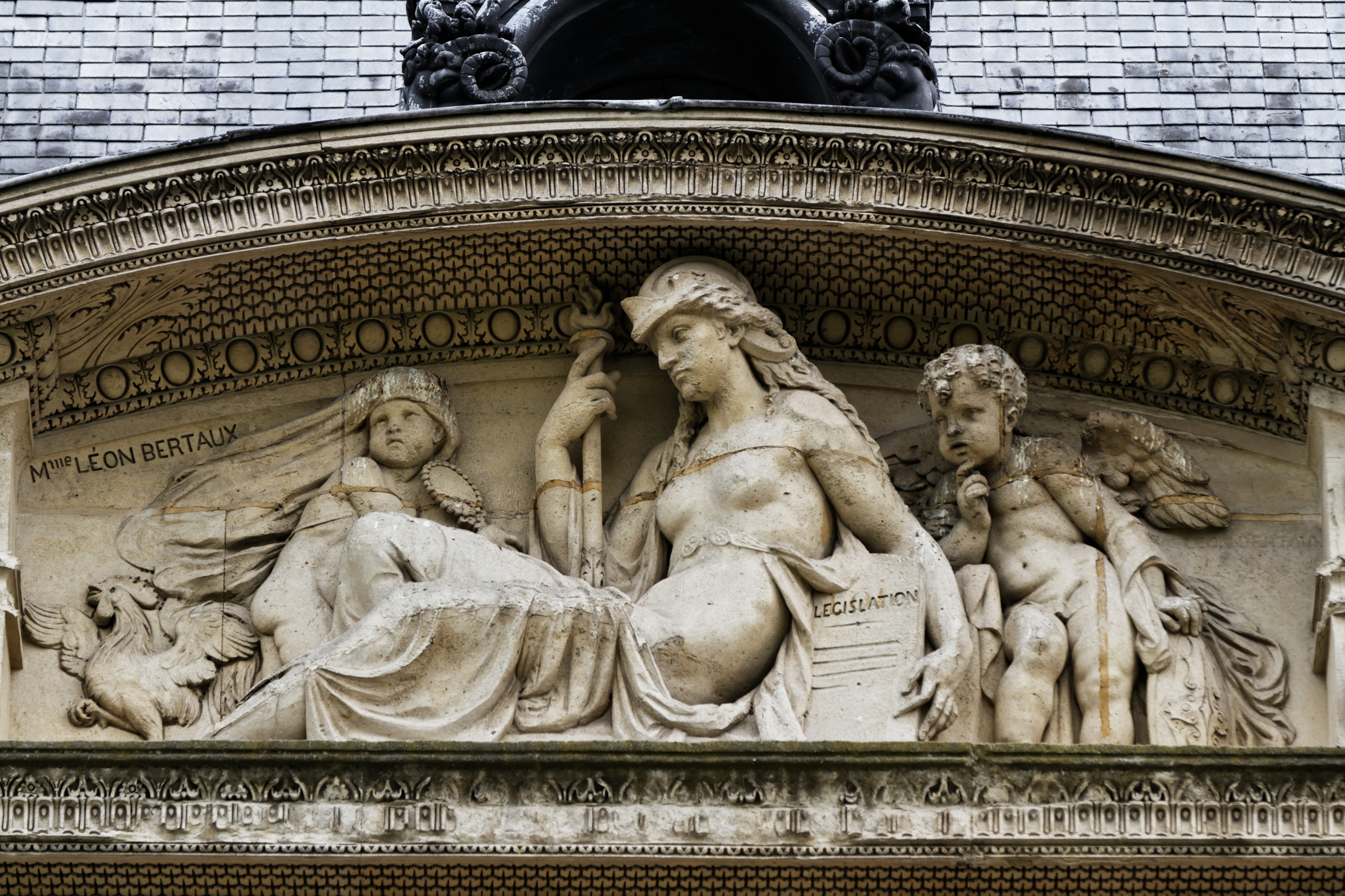
Legislació (1878), París, Palau del Louvre.
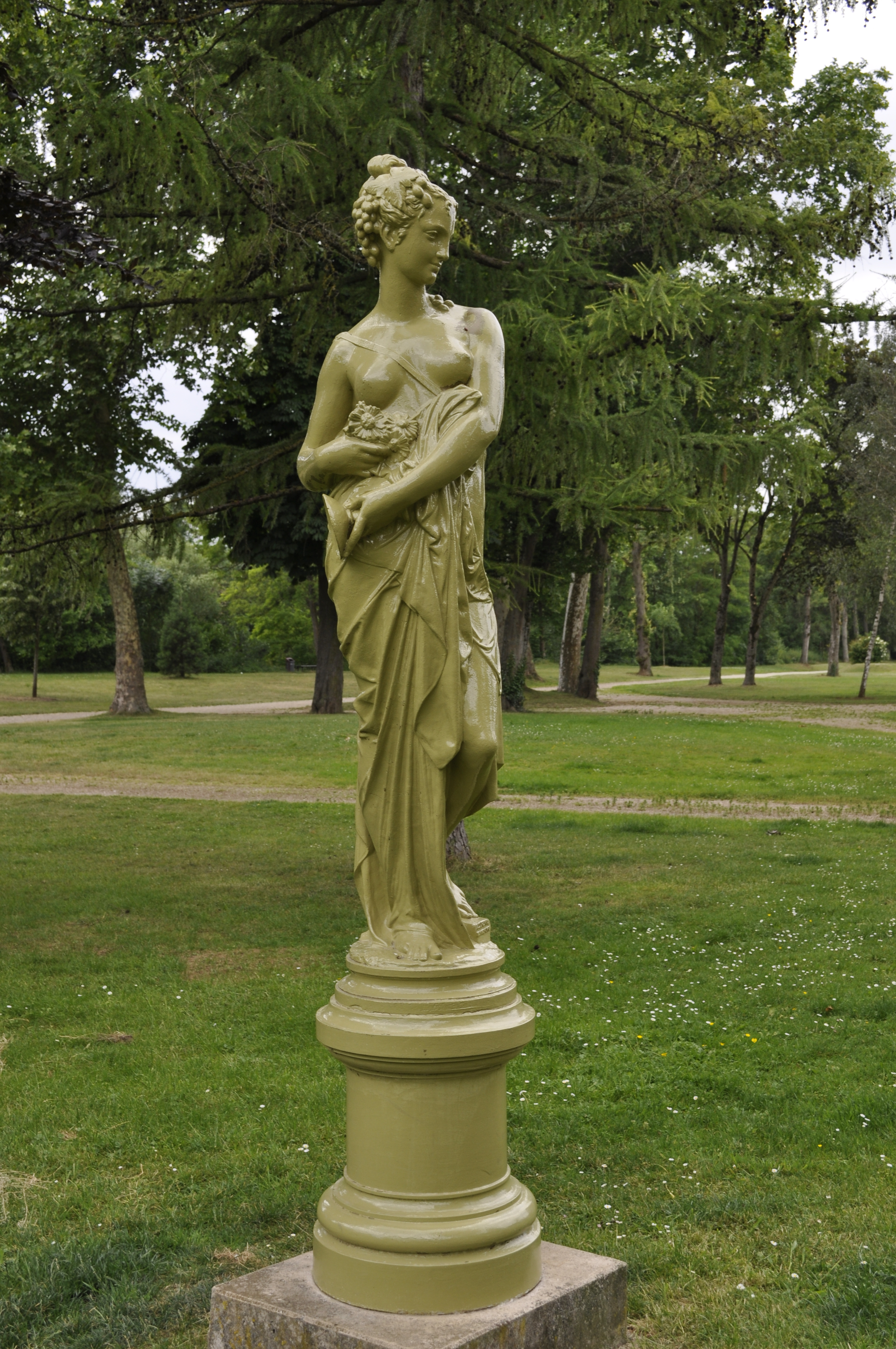
Tardor, estàtua de ferro colat, Saint-Dizier, Parc du Jard.